# Fisher Peak
Der Fisher Peak ist ein rund 1100 m hoher Berg an der Orville-Küste des westantarktischen Ellsworthlands. In den Hauberg Mountains ragt er 8 km südöstlich des Mount Leek auf. 
Die Erstbesteigung gelang 1977 einer Mannschaft des United States Geological Survey. Dieser kartierte den Berg anhand eigener Vermessungen und Luftaufnahmen der United States Navy aus den Jahren von 1961 bis 1977. Das Advisory Committee on Antarctic Names benannte ihn 1985 nach Dwight David Fisher (* 1945), kommandierender Pilot bei der ersten Landung einer Lockheed C-130 Hercules an der English-Küste im Dezember 1984 und unter anderem  Kommandeur der Unterstützungseinheiten der US Navy in Antarktika von 1987 bis 1989.